# Peter Schreiner (Heimatforscher)
Peter Schreiner (* 28. November 1937 in Köln; † 1. Juni 2014) war ein deutscher Lehrer und Heimatforscher.
Neben seiner beruflichen Tätigkeit als Volksschul- und später als Realschullehrer engagierte er sich seit 1977 im Gebiet der Heimatforschung, hier insbesondere der Geschichte seines Wohnortes Pulheim und der Abtei Brauweiler. Von 1977 bis 2013 war er 1. Vorsitzender des Vereins für Geschichte e. V. Pulheim.
1981 verlieh der Landschaftsverband Rheinland Peter Schreiner das Albert-Steeger-Stipendium, er ist Träger des Rheinlandtalers. In Würdigung seiner Verdienste um die Entwicklung der deutsch-polnischen Beziehungen wurde er 1998 mit dem Verdienstorden der Republik Polen ausgezeichnet. 2010 erhielt er das Verdienstkreuz am Bande des Verdienstordens der Bundesrepublik Deutschland.

## Veröffentlichungen
- Benediktiner in Brauweiler. Geschichte der Benediktinerabtei St. Nikolaus. 1024–1802 (= Pulheimer Beiträge zur Geschichte und Heimatkunde. Sonderveröffentlichung 4, ISSN 0171-3426). Verein für Geschichte und Heimatkunde, Pulheim 1988.
- mit Monika Tontsch: Die Abteikirche St. Nikolaus und St. Medardus in Brauweiler. Baugeschichte und Ausstattung (= Pulheimer Beiträge zur Geschichte und Heimatkunde. Sonderveröffentlichung 10). Verein für Geschichte und Heimatkunde, Pulheim 1994, ISBN 3-927765-12-0.
- Königin Richeza, Polen und das Rheinland. Historische Beziehungen zwischen Deutschen und Polen im 11. Jahrhundert. = Królowa Rycheza. Polska i Nadrenia (= Pulheimer Beiträge zur Geschichte und Heimatkunde. Sonderveröffentlichung 14 = Biblioteka Studiów Lednickich. Seria popularno-naukowa 1). Verein für Geschichte und Heimatkunde u. a., Pulheim u. a. 1996, ISBN 3-927765-18-X.
- Die Geschichte der Abtei Brauweiler bei Köln. 1024–1802 (= Pulheimer Beiträge zur Geschichte und Heimatkunde. Sonderveröffentlichung 21). Verein für Geschichte und Heimatkunde, Pulheim 2001, ISBN 3-927765-27-9 (Ergänzte Neuauflage. (= Pulheimer Beiträge zur Geschichte und Heimatkunde. Sonderveröffentlichung 30). ebenda 2009, ISBN 978-3-927765-46-7).